# Hans-Jürgen Berger
Hans-Jürgen Berger (* 21. September 1951 in Remscheid) ist ein ehemaliger deutscher Leichtathlet, der für die Bundesrepublik Deutschland bei den Olympischen Spielen 1976 in Montreal startete.
Er gewann mit 7,87 m die Silbermedaille im Weitsprung bei den Halleneuropameisterschaften 1975 in Katowice, Polen.
1976 wurde Berger Deutscher Meister im Weitsprung. 1974, 1975 und 1979 wurde er jeweils Zweiter bei den nationalen Hallenmeisterschaften sowie 1974 Deutscher Freiluft-Vizemeister. Seine Bestleistung betrug 8,00 m (1976 in Fürth). Insgesamt bestritt Berger 23 Länderkämpfe.
Hans-Jürgen Berger gehörte dem TuS 04 Leverkusen an und trainierte bei Gerd Osenberg. In seiner Wettkampfzeit war er 1,82 m groß und ca. 74 kg schwer.